# 瑪麗鉛筆魚
瑪麗鉛筆魚，中文别名绿线铅笔鱼，為輻鰭魚綱脂鯉目脂鯉亞目鱂脂鯉科的其一種，分布於南美洲黑河及Vichada河流域，體長可達5公分，棲息中底層水域，生活習性不明，可作為觀賞魚。